# 5679 Akkado
Az 5679 Atsukadou (ideiglenes jelöléssel 1989 VR) a Naprendszer kisbolygóövében található aszteroida. Kin Endate,  Vatanabe Kazuró fedezte fel 1989. november 2-án.